# Vrange
Vrange è una frazione di 35 abitanti del comune di Barghe, in provincia di Brescia, dal quale dista 1,16 chilometri.